# Saint-Martial-et-Saint-Aubin-de-Nabirat
Pour les articles homonymes, voir Saint-Martial et Saint-Aubin.
Saint-Martial-et-Saint-Aubin-de-Nabirat est une ancienne commune française du département de la Dordogne qui a existé de façon éphémère, de 1973 à 1983. Depuis, les deux communes initiales qui la composaient ont été rétablies.

## Géographie
Saint-Martial-et-Saint-Aubin-de-Nabirat se situe en Périgord noir, dans le sud-est du département de la Dordogne.

## Histoire
Saint-Martial-et-Saint-Aubin-de-Nabirat est une commune française créée le 1er janvier 1973 par la fusion-association des communes de Saint-Martial-de-Nabirat  et de Saint-Aubin-de-Nabirat.
Cette fusion a été annulée et les deux communes de Saint-Martial-de-Nabirat et de Saint-Aubin-de-Nabirat ont été rétablies le 1er janvier 1984.

## Démographie
Lors des deux recensements qui l'ont concernée, la commune a compté 574 habitants en 1975 et 537 en 1982.